# Koszary we Włodawie
Koszary we Włodawie – kompleks koszarowy znajdujący się na terenie garnizonu Włodawa.
Przed I wojną światową stacjonowały tu pododdziały rosyjskiej 17 Brygady Artylerii; w okresie II Rzeczypospolitej – oddziały kawalerii, potem artylerii, a po II wojnie światowej jednostki pancerne i ochrony pogranicza.

## Charakterystyka
Położone w rejonie dzisiejszych ulic: Saperów – Górnicza – Armii Krajowej – Pancerniaków – Lotnicza, w większości drewniane, koszary artyleryjskie pobudowali Rosjanie. Do 1914 stacjonowała w nich 17 Brygada Artylerii. Ich pojemność oceniano na 850 ludzi i 320 koni. 
Po I wojnie światowej koszary zajęło Wojsko Polskie. W marcu 1921 zakwaterowane zostały tu szwadrony 2 pułku ułanów. Już 20 maja 2 puł. przeniesiony został do koszar kawaleryjskich w Suwałkach, a jego miejsce zajął reorganizujący się 9 pułk strzelców konnych. Włodawa nie stała się jednak ostatecznym garnizonem 9 psk, a już od 1922 zaczęły napływać tu baterie 30 pułku artylerii polowej. Od 1933 w kompleksie stacjonował 9 pułk artylerii ciężkiej. W drugiej połowie lat 30. XX w. wzniesiono na terenie koszar duży koszarowiec  oraz gmach dowództwa pułku. Zgodnie z obowiązującym planem mobilizacyjnym „W", po odejściu pułku na front, w koszarach powstać miał Ośrodek Zapasowy Artylerii Konnej nr 3.
Po II wojnie światowej koszary nadal użytkowało Wojsko Polskie. W latach 1957–1962 stacjonował w nich 23 samodzielny batalion czołgów, w latach 1962–1967 zakwaterowany był tu 30 pułk czołgów, w latach 1967–1989 był to 5 pułk czołgów przekształcony w 1989 w 5 Ośrodek Materiałowo-Techniczny. Ten ostatni rozformowany został w 1993. W tym czasie  południową część koszar zajmowały oddziały Wojsk Ochrony Pogranicza.
Do czasów współczesnych (2019) w ocalałej części starych koszar znajdują się mieszkania i punkty usługowe. We wzniesionym w latach 30. XX w. budynku przez długie lata mieściła się szkoła (obecnie jest nieużytkowany), a gmach dowództwa pułku, bardzo przebudowany, mieści w sobie placówkę Straży Granicznej.